# Michael Zetterer
Michael Zetterer (München, 12 juli 1995) is een Duits voetballer die speelt als doelman. In januari 2015 verruilde hij SpVgg Unterhaching voor Werder Bremen.

## Clubcarrière
Zetterer speelde in de jeugd van DJK Darching en in 2006 vertrok hij naar SpVgg Unterhaching. Daar promoveerde hij in 2012 naar het tweede elftal en in december van dat jaar tekende de doelman ook zijn eerste professionele verbintenis. Op 1 maart 2014 mocht Zetterer zijn debuut maken voor het eerste elftal. In de 3. Liga speelde hij mee in het duel met Hallescher FC (4–2 verlies). Gedurende twee seizoenen kwam hij tot dertig optredens in de hoofdmacht van zijn club.
In januari 2015 werd hij overgenomen door Werder Bremen, waar hij derde doelman werd achter Raphael Wolf en Koen Casteels. Aan het einde van het seizoen 2017/18 werd zijn aflopende verbintenis met één jaar verlengd. Zetterer werd in januari 2019 voor een halfjaar verhuurd aan Austria Klagenfurt. Na zijn terugkeer in Bremen tekende Zetterer een nieuw contract bij Werder, tot medio 2022.
Hierop werd hij voor twee seizoenen verhuurd aan PEC Zwolle. In februari 2023 werd zijn verbintenis bij Werder Bremen opengebroken en voor onbekende periode verlengd. Nadat hij het grootste deel van het seizoen 2023/24 als eerste keuze onder de lat had gefungeerd werd de verbintenis van Zetterer in mei 2024 opengebroken en verlengd tot medio 2027. Ook het jaar erop was hij eerste doelman van Werder.

## Clubstatistieken
| Seizoen | Club                 | Competitie    | Competitie | Competitie | Beker | Beker | Internationaal | Internationaal | Totaal | Totaal |
| Seizoen | Club                 | Competitie    | Wed.       | Dlp.       | Wed.  | Dlp.  | Wed.           | Dlp.           | Wed.   | Dlp.   |
| ------- | -------------------- | ------------- | ---------- | ---------- | ----- | ----- | -------------- | -------------- | ------ | ------ |
| 2013/14 | SpVgg Unterhaching   | 3. Liga       | 11         | 0          | 0     | 0     | —              | —              | 11     | 0      |
| 2014/15 | SpVgg Unterhaching   | 3. Liga       | 19         | 0          | 0     | 0     | —              | —              | 19     | 0      |
| 2014/15 | Werder Bremen        | Bundesliga    | 0          | 0          | 0     | 0     | —              | —              | 0      | 0      |
| 2015/16 | Werder Bremen        | Bundesliga    | 0          | 0          | 0     | 0     | —              | —              | 0      | 0      |
| 2016/17 | Werder Bremen        | Bundesliga    | 0          | 0          | 0     | 0     | —              | —              | 0      | 0      |
| 2017/18 | Werder Bremen        | Bundesliga    | 0          | 0          | 0     | 0     | —              | —              | 0      | 0      |
| 2018/19 | Werder Bremen        | Bundesliga    | 0          | 0          | 0     | 0     | —              | —              | 0      | 0      |
| 2018/19 | → Austria Klagenfurt | 2. Liga       | 14         | 0          | 0     | 0     | —              | —              | 14     | 0      |
| 2019/20 | → PEC Zwolle         | Eredivisie    | 13         | 0          | 1     | 0     | —              | —              | 14     | 0      |
| 2020/21 | → PEC Zwolle         | Eredivisie    | 19         | 0          | 1     | 0     | —              | —              | 20     | 0      |
| 2020/21 | Werder Bremen        | Bundesliga    | 0          | 0          | 0     | 0     | —              | —              | 0      | 0      |
| 2021/22 | Werder Bremen        | 2. Bundesliga | 11         | 0          | 1     | 0     | —              | —              | 12     | 0      |
| 2022/23 | Werder Bremen        | Bundesliga    | 2          | 0          | 0     | 0     | —              | —              | 0      | 0      |
| 2023/24 | Werder Bremen        | Bundesliga    | 27         | 0          | 0     | 0     | —              | —              | 27     | 0      |
| 2024/25 | Werder Bremen        | Bundesliga    | 32         | 0          | 4     | 0     | —              | —              | 36     | 0      |
| Totaal  | Totaal               | Totaal        | 149        | 0          | 2     | 0     | 0              | 0              | 151    | 0      |

Bijgewerkt op 8 mei 2025.